# مأساة الصمت
(حرفيا بالفرنسية"مأساة الصمت") هو فيلم روائي طويل صامت كولومبي بالابيض و الاسود من إخراج أرتورو أسيفيدو فالارينو وعرض للجمهور لأول مرة بتاريخ 18 جويلية 1924 في مسرح فانزا دو بوغوتا في كولومبيا يعتبر أول فيلم كولومبي بالكامل، يحكي قصة رجل مصاب بالجذام . علاوة على ذلك، فهو الفيلم الكولومبي الوحيد خلال فترة السينما الصامتة الذي تم تأليف الموسيقى الاصلية له، والتي تم أداؤها أثناء العرض، وقد كتب ألبرتو أوردانيتا فوريرو هذه الأخيرة.
خلال عرضه المسرحي الأول ، لاقى هذا الفيلم الطويل استحسانا من قبل الجمهور والنقاد. ثم يتم استغلالها في بنما وفنزويلا حيث يكون النجاح أيضا في الموعد المحدد. هذا الفيلم هو أحد الأمثلة الأولى على الأهمية التي توليها كولومبيا للصورة التي تنقلها السينما الوطنية. في الواقع ، بسبب موضوع الجذام الذي يتم تناوله ، وينتقد بعض المعلقين الذين يخشون من انعكاس سلبي على صورة البلاد. على الرغم من أن هذا الفيلم لم يعد موجودا في نسخته الكاملة، إلا أن فونديسيو باتريمونيو فيلموكو كولوبيانو تمكنت مع ذلك من الاحتفاظ في أرشيفها بمقتطف يدوم 22 دقيقة و 45 ثانية.

## ملخص
مما يمكن تصوره في الجزء المحفوظ من الماساة الصامتة ، يبدو أن القصة تتمحور حول الدراما التي يعيشها رجل يقال إنه يعاني من الجذام,. يعمل الرجل، وهو مهندس، في شركة السكك الحديدية ويقضي وقت فراغه في وضع خطط لدار ايتام صديق العائلة، الأب ألبرتو. بمجرد إبلاغه بمرضه بعد الفحوصات المخبرية، يقرر بطل الرواية إعلان ذلك لزوجته وابنته. ثم ينتهز الطالب الذي هو معلمه الفرصة لجذب زوجته. أخيرًا، عندما يكون على وشك الانتحار، يعلم الرجل أن تشخيص مرضه غير صحيح  ، حيث يخلط أحد المساعدين بين نتائج الاختبارات المختلفة. ثم يتغلب على الشدائد ويحفظ حبه الزوجي.

## المذكرات و المراجع
1. 1 2 3 4 5  "Orígenes del cine colombiano: « Hemos de tener arte propio » (II)". http://www.patrimoniofilmico.org.co (بالإسبانية). Fundación Patrimonio Fílmico Colombiano. Archived from the original on 9 mai 2014. Retrieved 9 mai 2014. {{استشهاد ويب}}: تحقق من التاريخ في: |تاريخ الوصول= and |تاريخ أرشيف= (help) and روابط خارجية في |موقع= (help).
2. 1 2 3  Gomez Diaz 2002، صفحة 146.